# Иван Витић
Иван (Иво) Витић (Шибеник, 21. фебруар 1917 — Загреб, 21. децембар 1986) био је југословенски и хрватски архитекта.

## Биографија
Завршио је Технички факултет у Загребу, након чега је од 1941. до 1943. године радио као асистент на Катедри за архитектонске композиције, а затим као сарадник Алфреда Албинија. На факултету је такође од 1951. до 1965. године водио Пројектни биро „Витић” (касније познат под називом „AБ 17”). Од 1945. до 1946. године радио је у Министарству градитељства Народне Републике Хрватске, а затим прелази у тада тек основани Архитектонски пројектни завод; од 1947. до 1950. радио је као архитекта Министарства спољних послова ФНРЈ.
Пројектовао је неколико породичних вила у Загребу, школу у Шибенику, Пионирски град (сада Град Младих) у Загребу, стамбене зграде у Задру, мотеле Сљеме у Биограду на Мору, Трогиру и Ријеци, као и типолошки исти објекат, мотел Кошута код Крагујевца; домове ЈНА у Шибенику, Сплиту и Комижи. Врхунац његовог стваралаштва означило је пројектовање и изградња тадашње Зграде друштвено-политичких организација (колоквијални назив Зграда ЦК СКХ) у Загребу, од 1961. до 1968. године, данас популарна под називом Коцкица. По урбаној диспозицији и обликовању, те стамбеној типологији, истиче се његов стамбени блок на углу Лагињине и Војновићеве улице у Загребу (1958).
Савремену архитектуру јасних кубичних волумена и живописних боја са израженим медитеранским појединостима, често интерполира у старе амбијенте далматинских градова (Задар, Шибеник, Комижа, Сплит). Бавио се и регулацијом историјских делова градова (обала у Шибенику, Франкопанска улица у Загребу, центри Мостара и Задра).
Данас се Културни центар у Комижи зове по Ивану Витићу.

## Галерија
- Стамбена зграда на углу Лагињине и Војновићеве улице, Загреб 1958.
- Библиотека у Шибенику (бивши Дом ЈНА), 1961.
- Коцкица (Бивши ЦК СКХ), Загреб 1968.